# Barrage Komaki
 (janvier 2022).
Si vous disposez d'ouvrages ou d'articles de référence ou si vous connaissez des sites web de qualité traitant du thème abordé ici, merci de compléter l'article en donnant les références utiles à sa vérifiabilité et en les liant à la section « Notes et références ».
Le barrage Komaki (小牧ダム Komaki Damu) est un barrage sur le fleuve Sho, situé dans la vallée de Shogawa, dans la Préfecture de Toyoma. Sa construction a débuté en 1925 et c'est terminée en 1930. Il est toujours en service comme les neuf autres barrages construit sur le fleuve Sho. Le barrage est associé à une centrale hydroélectrique de 90,2 MW.

## Barrage
Le barrage Komaki est d'une hauteur de 79,2 m, long de 300,8 m et d'un volume de 289 000 m3.

## Réservoir
Le réservoir à une capacité totale de 37 957 000 m3 pour une capacité active de 18 858 000 m3. Sa superficie est de 145 ha. Le bassin à une capacité de 1 100 m2.

## Centrale électrique de Komaki
La centrale hydroélectrique de type barrage a commencé à produire de l' électricité le 12 novembre 1930 et est parallèle à la station de contrôle de Komaki qui gère les centrales électriques autour du barrage de Komaki.
Les puissances gérées sont les suivantes :
- Puissance autorisée : 72 000 kW ;
- Puissance constante : 32 100 kW ;
- Hauteur de chute effective : 70,3 m (maximum) ;
- Capacité d'une turbine à eau (4 Francis Turbine) : 21 630 kW ;
- Capacité du générateur à turbine : 20 000 kilovoltampère.